# Имид германия(IV)
Имид германия (IV) — неорганическое соединение состава Ge(NH)2, можно рассматривать как производное аммиака. При стандартных условиях представляет собой лёгкий белый порошок. Гидролизуется водой.

## Получение
- Взаимодействие тетрахлорида германия и жидкого аммиака:

{\displaystyle {\mathsf {GeCl_{4}+6NH_{3}\ {\xrightarrow {\ }}\ Ge(NH)_{2}+4NH_{4}Cl}}}

## Химические свойства
- Гидролизуется водой:

{\displaystyle {\mathsf {Ge(NH)_{2}+2H_{2}O\ \rightleftarrows \ GeO_{2}+2NH_{3}\uparrow }}}
- При нагревании переходит в соединение состава (GeN)2NH:

{\displaystyle {\mathsf {2Ge(NH)_{2}\ {\xrightarrow {150^{o}C}}\ (GeN)_{2}NH+NH_{3}\uparrow }}}